# We Are One
A  We Are One  (magyarul: Egyek vagyunk) az ír Wild Youth együttes dala, mellyel Írországot képviselték a 2023-as Eurovíziós Dalfesztiválon Liverpoolban. A dal 2023. február 3-án, az ír nemzeti döntőben, az Eurosongban megszerzett győzelemmel érdemelte ki a dalversenyen való indulás jogát.

## Eurovíziós Dalfesztivál
2023. január 9-én a Raidió Teilifís Éireann bejelentette, hogy az együttes is résztvevője az Eurosong ír eurovíziós nemzeti döntőnek. A dal 2023. január 27-én jelent meg, majd a február 3-i döntőben adták elő élőben. Az ír szakmai zsűri, a nemzetközi zsűri és a nézők szavazatai alapján megnyerték a nemzeti döntőt, így ők képviselhetik Írországot az Eurovíziós Dalfesztiválon.
A dalfesztivál előtt Barcelonában, Varsóban, Tel-Avivban, Madridban, Amszterdamban és Londonban eurovíziós rendezvényeken népszerűsítették versenydalukat.
A dalt először a május 9-én megrendezett első elődöntőben fellépési sorrendben hatodikként adták elő, a Portugáliát képviselő Mimicat Ai coração című dala után és a Horvátországot képviselő Let 3 Mama ŠČ! című dala előtt. Az elődöntőben a nézői szavazatok pontjai alapján nem került be a dal a május 13-án megrendezésre került döntőbe. Ez volt sorozatban a negyedik alkalom, hogy Írország nem jutott tovább az elődöntőből.
A következő ír induló Bambie Thug Doomsday Blue című dala volt a 2024-es Eurovíziós Dalfesztiválon.

### Kapott pontok
Első elődöntő
| Szavazat | Össz | Szavazó országok | Szavazó országok | Szavazó országok | Szavazó országok | Szavazó országok | Szavazó országok | Szavazó országok | Szavazó országok | Szavazó országok | Szavazó országok | Szavazó országok | Szavazó országok | Szavazó országok | Szavazó országok | Szavazó országok | Szavazó országok | Szavazó országok | Szavazó országok    | Szavazó országok |
| Szavazat | Össz | Norvégia         | Málta            | Szerbia          | Lettország       | Portugália       | Horvátország     | Svájc            | Izrael           | Moldova          | Svédország       | Azerbajdzsán     | Csehország       | Hollandia        | Finnország       | Franciaország    | Németország      | Olaszország      | A Világ többi része |                  |
| -------- | ---- | ---------------- | ---------------- | ---------------- | ---------------- | ---------------- | ---------------- | ---------------- | ---------------- | ---------------- | ---------------- | ---------------- | ---------------- | ---------------- | ---------------- | ---------------- | ---------------- | ---------------- | ------------------- | ---------------- |
| Nézők    | 10   | 3                | 3                |                  | 1                | 2                |                  | 1                |                  |                  |                  |                  |                  |                  |                  |                  |                  |                  |                     |                  |